# David M. Borden
David M. Borden (c. 1937 - 7 de agosto de 2016) foi um jurista do Supremo Tribunal de Connecticut de 1990 a2007. Ele morreu em 7 de agosto de 2016, após um ano de longa batalha contra o câncer aos 79 anos.